# Marco Vasco
 (octobre 2024).
Marco Vasco est un voyagiste et un groupe français, spécialisé dans la conception de voyage sur mesure. Créé en décembre 2007 par Geoffroy de Becdelièvre et Mathieu Bouchara, Marco Vasco emploie 250 personnes spécialisées par zone géographique (80 destinations) et dispose de bureaux à Paris, Rennes, Lyon et Shanghai. Marco Vasco est depuis décembre 2017 une société du Groupe Figaro CCM Benchmark,.

## Concept
En 2007, Geoffroy de Becdelièvre lance son agence de voyages avec l'idée que le web peut aussi permettre de vendre des voyages haut de gamme. Il lance Marco Vasco, PlanetVeo à l’époque, avec le pari de concilier deux approches différentes, celui des voyages sur mesure vendus en boutique et celui des séjours sur Internet. Le concept séduit rapidement la clientèle des agences traditionnelles et va notamment permettre de démocratiser un service jusqu’ici réservé à une population urbaine. Le concept séduit également les investisseurs : après 3 levées de fonds,,, le groupe Marco Vasco est racheté en 2017 par le groupe Figaro, déjà détenteur des Maisons du Voyage, voyagiste spécialisé dans le sur-mesure de petits groupes et d’individuels.

## Historique
Geoffroy de Becdelièvre rentre en 2007 en France après plusieurs années passées à Shanghai et crée Planetveo. D’abord, destinée à adresser les demandes des touristes chinois aisés désireux de découvrir l’Europe, l'agence se réoriente en 2008. À l’époque, les agences de tourisme en ligne proposent majoritairement des prestations standardisées bon marché. Les services personnalisés sont alors disponibles seulement dans des boutiques physiques. Aidé par Mathieu Bouchara, rencontré à Shanghai, Geoffroy de Becdelièvre va imaginer un modèle hybride qui va concilier la simplicité d’internet et l’expertise d'une agence traditionnelle. Les clients passent désormais par des « agences virtuelles », des sites web dédiés, afin de faire leur demande de devis et des conseillers les recontactent alors par téléphone.
En août 2008, le premier voyage est vendu au Vietnam. Le modèle séduit rapidement les amateurs de voyages personnalisés en France, en Belgique et en Suisse, ainsi que les investisseurs qui accompagnent la croissance de l’entreprise. En l’espace de 6 ans, la société réalise 3 levées de fonds (2.5 millions d’euros et 1 million d’euros avec Alven Capital, 16 millions d’euros avec Gimv et Iris Capital) qui permettent d’ouvrir 80 destinations et de passer de 2 à 200 salariés.
En 2014, Planetveo devient Marco Vasco, du nom des 2 explorateurs italien et portugais Marco Polo et Vasco de Gama. En 2016, Marco Vasco lance un service de conciergerie dédié à ses voyageurs, ainsi qu’une 2ᵉ marque : Prestige Voyages. Cette seconde marque a pour objectif d’adresser une clientèle très premium.
En 2017, Marco Vasco lance un concours « Mon tour du monde » pour trouver un « Envoyé Spécial Marco Vasco ». L’idée est de sélectionner une personne qui visitera 12 destinations en 12 mois. Le vainqueur est Franck Bezairie, un jeune savoyard de 25 ans. Pendant un an, il va parcourir la planète, animer les réseaux sociaux de la marque et participer à la promotion du voyagiste.
En décembre 2017, le voyagiste Marco Vasco est racheté par le Groupe Figaro CCM Benchmark, déjà propriétaire des Maisons du Voyage, un autre voyagiste acquis un an plus tôt,. En 2018, Alexandre Vercoutre, jusqu’alors directeur des opérations de Marco Vasco, est nommé directeur général. Geoffroy de Becdelièvre devient quant à lui membre du conseil de surveillance.
En décembre 2018 et juillet 2019, Marco Vasco ouvre ses premiers bureaux en régions, respectivement à Rennes et Lyon.
En 2021, Marco Vasco ouvre sa première agence physique à Lyon.
En juin 2025, Caroline Marro devient directrice générale de Marco Vasco.